# دوري بي جاي
دوري بي جاي (بالإنجليزية: bj league)‏ هو دوري كرة سلة للمحترفين في اليابان تأسس في 2005 ، يلعب فيه 22 فريقاً. ينقسم إلى قسمين القسم الشرقي والقسم الغربي. كان الدوري منافس للدوري الياباني الممتاز الذي كان يديره اتحاد كرة السلة الياباني، وهو الهيئة الرسمية المنظمة لكرة السلة في اليابان. وعلى مدار السنوات العشر التالية، شهد الدوري توسعًا مستمرًا، مع انضمام فريق واحد جديد على الأقل في كل موسم، ليصل إلى 24 فريقًا مقسمين إلى مؤتمرين في موسمه الأخير في 2015-16. وكانت الخطوط الجوية التركية الراعي الرئيسي لموسمي 2014-2015 و2015-16.

## أبرز الفرق
- ريوكيو غولدن كينجز
- أكيتا نورثرن هابينيتس

## وصلات خارجية
- الموقع الإلكتروني